# Lago San Roque
Lago San Roque är en sjö i Argentina.   Den ligger i provinsen Córdoba, i den centrala delen av landet, 700 km nordväst om huvudstaden Buenos Aires. Lago San Roque ligger 641 meter över havet. Arean är 16,0 kvadratkilometer. Den sträcker sig 11,2 kilometer i nord-sydlig riktning, och 6,8 kilometer i öst-västlig riktning.
Följande samhällen ligger vid Lago San Roque:
- Villa Carlos Paz (69 451 invånare)

Trakten runt Lago San Roque består i huvudsak av gräsmarker. Runt Lago San Roque är det ganska glesbefolkat, med 29 invånare per kvadratkilometer.